# Gongxianosaurus
Gongxianosaurus („ještěr z oblasti Kung Sien (angl. Gong Xian)“) byl rod starobylého sauropodního dinosaura, žijícího v období spodní jury (geologický věk toark, asi před 180 miliony let) na území jižní Číny (provincie S’-čchuan).

## Historie
Fosilie přinejmenším čtyř jedinců tohoto dinosaura byly objeveny v sedimentech souvrství C'-liou-ťing (Ziliujing). Ze stejných vrstev pocházejí také dva další rody vývojově primitivních sauropodů, Zizhongosaurus a Sanpasaurus. Typový druh Gongxianosaurus shibeiensis byl formálně popsán roku 1998.

## Popis
Tento menší sauropod dosahoval délky kolem 14 metrů a hmotnosti přibližně dvou slonů afrických (kolem 10 tun). Představoval patrně jednoho z nejvíce archaických a starobylých sauropodních dinosaurů vůbec. Byl vývojově vyspělejší než rody Antetonitrus, Lessemsaurus, Blikanasaurus, Camelotia a Melanorosaurus; zároveň byl ale vývojově primitivnější než rody Vulcanodon, Tazoudasaurus a Isanosaurus.